# Melchor Álvarez
Melchor Álvarez (1769 - 17 de enero de 1847), fue un militar y político originario del virreinato del Río de la Plata, fallecido en la Ciudad de México. Fue capitán general y gobernador de Yucatán en 1822 y en 1823, en los albores de la independencia de México y durante el imperio de Agustín de Iturbide.

## Datos históricos
El mariscal de campo Melchor Álvarez nació en la Patagonia argentina durante un viaje que realizaban sus padres que retornaban a España. Hizo su carrera militar en España en donde sirvió al ejército e hizo méritos en campaña durante la invasión napoleónica. 
En 1813 el teniente coronel Melchor Álvarez al mando del regimiento de Saboya  viaja al Virreinato de la Nueva España para combatir a los ejércitos insurgentes que buscaban la independencia de España. Ahí luchó bajo las órdenes de Agustín de Iturbide de quien llegó a ser jefe de Estado Mayor. 
El 29 de marzo de 1814, el Coronel Melchor Álvarez al mando de un ejército de 2.000 soldados, entre los que se encontraba el batallón de Saboya, captura la ciudad de Oaxaca a los independientes, siendo recibido con alegría por las autoridades, el cabildo y el pueblo de Oaxaca.
Fue gobernador y capitán general de Oaxaca y jefe político de Querétaro. Participó en el Plan de Iguala y entró a la Ciudad de México con Iturbide, durante la consumación de la independencia mexicana en septiembre de 1821.
En 1822 fue designado gobernador de Yucatán, provincia que entonces se encontraba en comprometida situación política por las divergencias que se daban entre Campeche y Mérida los dos principales centros de poder de la península. Álvarez llegó a mediar entre las partes con la anuencia y el beneplácito de ambos grupos. Su gestión, no obstante, fue incapaz de resolver de fondo las querellas que se daban en la región y estas habrían de terminar años más tarde en la separación de Campeche y Yucatán.
La caída de Iturbide como gobernante del México independiente, dio motivo para que se interrumpiera el acuerdo precario que existía entre Mérida y Campeche y a la postre generó el aislamiento de la península del resto del país. Estas tensiones locales que durarían poco más de cinco lustros, produjeron, con el tiempo, el establecimiento de la denominada República de Yucatán.
Desde luego que la defenestración de Iturbide en la capital mexicana produjo también la de Melchor Álvarez en Yucatán, quien debió regresar a la Ciudad de México en donde siguió ejerciendo cargos en el ejército mexicano y en la justicia militar, hasta cerca de su muerte que acaeció ahí mismo, en 1847.